# Tórtora vinosa
La tórtora vinosa (Streptopelia vinacea) és una espècie d'ocell de la família dels colúmbids (Columbidae) que habita estepes, sabanes àrides i terres de conreu d'Àfrica Subsahariana des del sud de Mauritània, Senegal i Guinea, cap a l'est fins a Eritrea, Etiòpia i nord d'Uganda.